# Pat McCormick
Patrick McCormick (* 30. Juni 1927 in Lakewood, Ohio; † 29. Juli 2005 in Woodland Hills, Kalifornien) war ein US-amerikanischer Schauspieler und Comedy-Autor.

## Karriere
Seine größten Erfolge als Autor feierte McCormick in den 1960er- und 70er-Jahren, als er für berühmte Komödianten wie Henny Youngman, Phyllis Diller, Red Skelton und Bill Cosby schrieb. Er hat den Humor dieser Zeit maßgeblich beeinflusst. Zuweilen trat er auch als Stand-Up-Komiker auf, hatte damit aber nur mäßigen Erfolg. Richtig bekannt wurde der fast zwei Meter große Schauspieler in den 1970er- und 80er-Jahren durch Filme wie Buffalo Bill und die Indianer (als US-Präsident Grover Cleveland) oder Ein ausgekochtes Schlitzohr (als Big Enos Burdette, Teile 1–3). Er spielte vornehmlich in Komödien.
Nach einem Schlaganfall zog sich McCormick 1998 aus dem Filmgeschäft zurück. Sieben Jahre später starb er im Alter von 78 Jahren. Sein Grab befindet sich auf dem Forest Lawn – Hollywood Hills Cemetery.

## Filmografie (Auswahl)
- 1970: The Phynx
- 1976: Buffalo Bill und die Indianer (Buffalo Bill and the Indians, or Sitting Bull’s History Lesson)
- 1976: Zotti, das Urviech (The Shaggy D.A.)
- 1977: Ein ausgekochtes Schlitzohr (Smokey and the Bandit)
- 1979: Scavenger Hunt
- 1980: Das ausgekochte Schlitzohr ist wieder auf Achse (Smokey and the Bandit II)
- 1981: Mel Brooks – Die verrückte Geschichte der Welt (History of the World, Part I)
- 1981: Geheimauftrag Hollywood (Under the Rainbow)
- 1983: Das ausgekochte Schlitzohr III (Smokey and the Bandit 3)
- 1984: Ein Colt für alle Fälle (The Fall Guy, Fernsehserie, Folge 2x09: Computermanipulation)
- 1985: Knast Total – Hier sitzen sie richtig (Doin’ Time)
- 1988: Die Geister, die ich rief … (Scrooged)
- 1989: Beverly Hills Vamp
- 1990: Todesspur Chinatown (Chinatown Connection)
- 1991: Ted & Venus